# Ивана Достанић
Ивана Достанић (Београд, 11. новембар 1974) српски је писац и психолог из Лос Анђелеса, САД. Дела су јој објављена на српском, енглеском и чешком језику.

## Биографија
Родни град Иване Достанић је Београд, а место одрастања Ташмајдански парк. У Лос Анђелесу живи од 2009. Школовала се и у Србији и у Америци. Иако ради у медицинској струци, љубав према писању никада није напуштала. Своју прву збирку песама „Крв и млека кап”, касније преведену и на енглески језик (енгл. Blood and a Drop of Milk), објавила је 2010. Рецензију ове књиге написао је социолог културе Ратко Божовић, а илустровала чешко-америчка сликарка Катержина Пиндакова Радерфорд (Kateřina Pindakova Rutherford). Исте године из штампе је изашла и њена друга књига поезије – „Свет од лептира и звезда”, намењена најмлађима. Рецензент тог дела је књижевник Ненад Грујичић.
Године 2012. публиковала је интерактивно-едукативни пакет за децу „И у парку и у кући забави се и учи”, који се састоји од песмарице „Свет од лептира и звезда”, истоимене мозгалице и пратећег компакт-диска. Посебну пажњу публике и других књижевника привукла је 2013. дечјом збирком изабраних песама „Исповест жутог капута”, који је промовисала у Удружењу књижевника Србије и на Београдском сајму књига. Рецензенти „Исповести жутог капута” су Љубивоје Ршумовић, Матија Бећковић и Ненад Грујичић, а аутор илустрација Владислав Филиповић. Ресорно министарство Републике Србије је 2014. откупило примерке „Исповести...” и уврстило их у фонд сто седамдесет библиотека широм земље.
Указујући на значај и јединственост стварања за децу у расејању, Ршумовић је у УКС-у рекао: „Овај рукопис нас уверава да се јавио један песнички глас, који покушава да обједини лирски занос Десанке Максимовић и преданост игри и авантури Душка Радовића у стваралаштву за децу. У данашњој поплави наивних певанија, пуних деминутива и произвољности, Ивана Достанић својом поезијом нуди спас у поштовању детета, његовог права на размаштавање и игру и нуди још једну важну димензију – учи децу да мисле...”
Стихови Иване Достанић објављени су и у „Антологији савременог стваралаштва за децу српских писаца у расејању” Љубише Симића и Александра Чотрића, а биографија заступљена у „Биографском лексикону Српски писци у расејању 1914–2014” Милене Милановић и „Енциклопедији националне дијаспоре” Ивана Калаузовића Ивануса.
Члан је Удружења књижевника Србије.
Удата је за Радомира Достанића и има две ћерке – Теодору и Ксенију.

## Дела

### Књиге
- Крв и млека кап – лирска поезија (Zmex, Београд, 2010)
- Свет од лептира и звезда – дечја поезија (Zmex, Београд, 2010)
- Blood and a Drop of Milk – лирска поезија (САД, 2011)
- Исповест жутог капута – изабране песме (Bookland, Београд, 2013)
- Авантуре листића Петра – у припреми

### Мултимедија
- И у парку и у кући забави се и учи – интерактивно-едукативни пакет (Zmex, Београд, 2012)